# Myrmecopora (Lamproxenusa) chinensis
Myrmecopora (Lamproxenusa) chinensis is een keversoort uit de familie van de kortschildkevers (Staphylinidae). De wetenschappelijke naam van de soort werd voor het eerst geldig gepubliceerd in 1944 door Cameron.